# دانه‌خوار سینه‌گلی
دانه‌خوار سینه‌گلی (نام علمی: Sporophila minuta) نام یک گونه از سرده دانه‌خوارهای اصلی است.